# Världsmästerskapet i schack 1910 (Lasker–Schlechter)
Världsmästerskapet i schack 1910 (Lasker–Schlechter) var en titelmatch mellan den regerande världsmästaren Emanuel Lasker och utmanaren Carl Schlechter. Det var den första av två VM-matcher 1910 och spelades i Wien och Berlin mellan den 7 januari och 10 februari. Matchen slutade oavgjort (5–5) vilket innebar att Lasker behöll världsmästartiteln.
Åtta av de tio partierna slutade remi men det var, med några undantag, inga händelselösa remipartier.
Schlechter var ytterst nära att vinna matchen. Inför sista partiet ledde han med en poäng och behövde bara spela remi. I stället gav han sig oförklarligt in på väldiga komplikationer och ett omotiverat kvalitetsoffer och förlorade partiet.

## Bakgrund
Carl Schlechter etablerade sig i världseliten runt sekelskiftet. 
Efter att ha vunnit de stora turneringarna i Wien och Prag 1908 utmanade han Lasker om titeln.
De tidigare VM-matcherna hade spelats som först till åtta eller tio vinster men Lasker ville ha ett fast antal partier eftersom han ansåg att Schlechter var extremt svårslagen. Man kom först överens om att spela 30 partier men efter Schlechters relativt svaga insats i Sankt Petersburg 1909 hade Lasker svårt att hitta sponsorer.
Det slutade med att matchen kortades till tio partier (vilket allmänt ansågs vara alldeles för kort för en VM-match) som spelades med stöd från schackklubbarna i Wien och Berlin.

## Regler
Matchen spelades som bäst av tio partier. Om den slutade oavgjort så behöll världsmästaren titeln.
Tidskontrollen var 15 drag per timme. Spelet påbörjades klockan 17 och pågick till klockan 20. Därefter tog man en och en halv timmes paus innan man fortsatte till klockan 23. Om partiet inte var avslutat då så avbröts det. (Det sista partiet avbröts två gånger och spelades alltså över tre dagar, totalt elva timmar).

## Resultat
| Namn            | Parti | Parti | Parti | Parti | Parti | Parti | Parti | Parti | Parti | Parti | Poäng |
| Namn            | 1     | 2     | 3     | 4     | 5     | 6     | 7     | 8     | 9     | 10    | Poäng |
| --------------- | ----- | ----- | ----- | ----- | ----- | ----- | ----- | ----- | ----- | ----- | ----- |
| Emanuel Lasker  | ½     | ½     | ½     | ½     | 0     | ½     | ½     | ½     | ½     | 1     | 5     |
| Carl Schlechter | ½     | ½     | ½     | ½     | 1     | ½     | ½     | ½     | ½     | 0     | 5     |